# Damernas spelartrupper i handboll vid olympiska sommarspelen 2008
Nedan listas damernas spelartrupper i handboll vid olympiska sommarspelen 2008, samtliga åldrar och klubbar är vid tidpunkten för invigningen av de olympiska sommarspelen 2012 (8 augusti 2008).
| Innehållsförteckning | Innehållsförteckning | Innehållsförteckning | Innehållsförteckning |
| -------------------- | -------------------- | -------------------- | -------------------- |
| Angola               | Brasilien            | Frankrike            | Kazakstan            |
| Kina                 | Norge                | Ryssland             | Rumänien             |
| Sverige              | Sydkorea             | Tyskland             | Ungern               |

## Grupp A

### Norge
Förbundskapten: Marit Breivik
| Nr | Pos. | Namn                      | Födelsedatum (ålder)      | Klubb            |
| -- | ---- | ------------------------- | ------------------------- | ---------------- |
| 1  | MV   | Kari Aalvik Grimsbø       | 4 januari 1985 (23 år)    | Byåsen IL        |
| 3  | V9   | Katja Nyberg              | 24 augusti 1979 (28 år)   | Ikast-Bording EH |
| 4  | H6   | Ragnhild Aamodt           | 9 september 1980 (27 år)  | Ikast-Bording EH |
| 5  | V9   | Gøril Snorroeggen         | 15 februari 1985 (23 år)  | Byåsen IL        |
| 6  | M6   | Else-Marthe Sørlie Lybekk | 11 september 1978 (29 år) | Nordstrand IF    |
| 7  | H9   | Tonje Nøstvold            | 7 maj 1985 (23 år)        | Ikast-Bording EH |
| 8  | H9   | Karoline Dyhre Breivang   | 10 maj 1980 (28 år)       | Larvik HK        |
| 9  | V9   | Kristine Lunde            | 30 mars 1980 (28 år)      | Viborg HK        |
| 10 | M9   | Gro Hammerseng            | 10 april 1980 (28 år)     | Ikast-Bording EH |
| 11 | V6   | Kari Mette Johansen       | 11 januari 1979 (29 år)   | Larvik HK        |
| 13 | M6   | Marit Malm Frafjord       | 25 november 1986 (21 år)  | Byåsen IL        |
| 14 | V9   | Tonje Larsen              | 26 januari 1975 (33 år)   | Larvik HK        |
| 16 | MV   | Katrine Lunde Haraldsen   | 30 mars 1980 (28 år)      | Viborg HK        |
| 18 | H6   | Linn-Kristin Riegelhuth   | 1 augusti 1984 (24 år)    | Larvik HK        |

### Angola
Förbundskapten: Geronimo Neto
| Nr | Pos. | Namn                 | Födelsedatum (ålder)      | Klubb          |
| -- | ---- | -------------------- | ------------------------- | -------------- |
| 1  | MV   | Maria Odeth Tavares  | 18 augusti 1976 (31 år)   | 1º de Agosto   |
| 2  | H6   | Maria Teresa Eduardo | 17 september 1973 (34 år) | ASA            |
| 3  | H6   | Ilda Maria Bengue    | 30 oktober 1974 (33 år)   | Petro Atlético |
| 4  | H6   | Azenaide Carlos      | 14 juni 1990 (18 år)      | ASA            |
| 5  | H6   | Filomena Trindade    | 26 september 1971 (36 år) | Petro Atlético |
| 6  | M6   | Bombo Calandula      | 23 februari 1983 (25 år)  | Petro Atlético |
| 8  | H6   | Nair Almeida         | 23 januari 1984 (24 år)   | 1º de Agosto   |
| 9  | V6   | Wuta Dombaxe         | 5 april 1986 (22 år)      | ASA            |
| 10 | H6   | Isabel Fernandes     | 5 juni 1985 (23 år)       | Petro Atlético |
| 12 | MV   | Maria Rosa Pedro     | 29 december 1982 (25 år)  | Petro Atlético |
| 13 | M9   | Luisa Kiala          | 25 januari 1982 (26 år)   | Petro Atlético |
| 14 | V6   | Natalia Bernardo     | 25 december 1986 (21 år)  | Petro Atlético |
| 15 | V6   | Elisabeth Cailo      | 2 juli 1987 (21 år)       | 1º de Agosto   |
| 17 | M6   | Elizabeth Viegas     | 20 januari 1985 (23 år)   | ASA            |

### Kazakstan
Förbundskapten: Lew Janijev
| Nr | Pos. | Namn                | Födelsedatum (ålder)      | Klubb               |
| -- | ---- | ------------------- | ------------------------- | ------------------- |
| 2  | M9   | Xenija Nikandrova   | 27 januari 1987 (21 år)   | Seikmun Kyzylorda   |
| 4  | M6   | Irina Boretjko      | 13 januari 1972 (36 år)   | Almaty Almaty       |
| 5  | H9   | Marina Pikalova     | 16 mars 1985 (23 år)      | Kazygurt Shymkent   |
| 7  | V9   | Gulzira Iskakova    | 4 november 1988 (19 år)   | Seikmun Kyzylorda   |
| 10 | M6   | Jelena Portova      | 5 september 1985 (22 år)  | Kazygurt Shymkent   |
| 12 | MV   | Olga Travnikova     | 25 september 1970 (37 år) | Almaty Almaty       |
| 15 | M9   | Jelena Iljukhina    | 24 juni 1982 (26 år)      | Seikmun Kyzylorda   |
| 16 | MV   | Tatiana Parfenova   | 1 juni 1985 (23 år)       | Seikmun Kyzylorda   |
| 17 | V9   | Natalija Kubrina    | 15 januari 1975 (33 år)   | Almaty Almaty       |
| 19 | H6   | Natalija Jakovleva  | 29 september 1986 (21 år) | Kazygurt Shymkent   |
| 20 | M6   | Jana Vassiljeva     | 28 november 1981 (26 år)  | Adil Ustkamenogorsk |
| 21 | H6   | Olga Ajiderskaja    | 28 juni 1982 (26 år)      | Seikmun Kyzylorda   |
| 22 | H9   | Julija Markovitj    | 11 juli 1989 (19 år)      | Seikmun Kyzylorda   |
| 24 | V6   | Jekaterina Tjapkova | 2 juli 1984 (24 år)       | Seikmun Kyzylorda   |

## Grupp B

### Ryssland
Förbundskapten: Jevgenij Trefilov
| Nr | Pos. | Namn                   | Födelsedatum (ålder)      | Klubb               |
| -- | ---- | ---------------------- | ------------------------- | ------------------- |
| 1  | MV   | Inna Suslina           | 5 januari 1979 (29 år)    | Zvezda Zvenigorod   |
| 3  | M9   | Irina Poltoratskaja    | 2 mars 1979 (29 år)       | Zvezda Zvenigorod   |
| 4  | M6   | Oksana Romenskaja      | 6 juni 1976 (32 år)       | Zvezda Zvenigorod   |
| 5  | H9   | Ljudmila Postnova      | 11 augusti 1984 (23 år)   | Lada Togliatti      |
| 6  | V9   | Anna Karejeva          | 10 maj 1977 (31 år)       | Zvezda Zvenigorod   |
| 8  | M9   | Jekaterina Andrjusjina | 17 augusti 1985 (22 år)   | Zvezda Zvenigorod   |
| 9  | V6   | Jana Uskova            | 28 september 1985 (22 år) | Krim Ljubljana      |
| 10 | H9   | Jelena Poljonova       | 20 augusti 1983 (24 år)   | Zvezda Zvenigorod   |
| 11 | V6   | Emilija Turej          | 6 oktober 1984 (23 år)    | Slagelse Dream Team |
| 12 | M6   | Natalja Sjipilova      | 31 december 1979 (28 år)  | Zvezda Zvenigorod   |
| 16 | MV   | Marija Sidorova        | 21 november 1979 (28 år)  | Lada Togliatti      |
| 17 | V6   | Jekaterina Marennikova | 29 april 1982 (26 år)     | Lada Togliatti      |
| 19 | V6   | Jelena Dmitrijeva      | 1 juli 1983 (25 år)       | Zvezda Zvenigorod   |
| 24 | H9   | Irina Bliznova         | 6 oktober 1986 (21 år)    | Lada Togliatti      |

### Ungern
Förbundskapten: János Hajdu
| Nr | Pos. | Namn                 | Födelsedatum (ålder)      | Klubb                 |
| -- | ---- | -------------------- | ------------------------- | --------------------- |
| 2  | M9   | Bernadett Ferling    | 13 juli 1977 (31 år)      | Dunaferr SE           |
| 6  | V6   | Orsolya Vérten       | 22 juli 1982 (26 år)      | Győri Audi ETO KC     |
| 10 | M9   | Krisztina Pigniczki  | 18 september 1975 (32 år) | Dunaferr SE           |
| 12 | MV   | Orsolya Herr         | 23 november 1984 (23 år)  | Győri Audi ETO KC     |
| 13 | M9   | Anita Görbicz        | 13 maj 1983 (25 år)       | Győri Audi ETO KC     |
| 16 | MV   | Katalin Pálinger     | 6 december 1978 (29 år)   | Győri Audi ETO KC     |
| 17 | V9   | Tímea Tóth           | 16 september 1980 (27 år) | Hypo Niederösterreich |
| 18 | M6   | Piroska Szamoránszky | 9 juli 1986 (22 år)       | Budapest Bank-FTC     |
| 22 | H6   | Bernadett Bódi       | 9 mars 1986 (22 år)       | Randers HK            |
| 23 | V9   | Gabriella Szűcs      | 31 augusti 1984 (23 år)   | DVSC-Aquaticum        |
| 26 | M6   | Rita Borbás          | 21 december 1980 (27 år)  | CS Oltchim Vâlcea     |
| 31 | H9   | Ágnes Hornyák        | 2 september 1982 (25 år)  | Győri Audi ETO KC     |
| 83 | H6   | Mónika Kovacsicz     | 20 november 1983 (24 år)  | Viborg HK             |
| 87 | V9   | Zsuzsanna Tomori     | 18 juni 1987 (21 år)      | Győri Audi ETO KC     |

### Sverige
Förbundskapten: Ulf Schefvert
| Nr | Pos. | Namn                    | Födelsedatum (ålder)     | Klubb             |
| -- | ---- | ----------------------- | ------------------------ | ----------------- |
| 3  | M6   | Tina Flognman           | 29 juni 1981 (27 år)     | GOG Svendborg TGI |
| 4  | V6   | Matilda Boson           | 14 december 1981 (26 år) | Aalborg DH        |
| 5  | M6   | Sara Holmgren           | 29 mars 1979 (29 år)     | Aalborg DH        |
| 6  | M9   | Therese Islas Helgesson | 22 juli 1983 (25 år)     | Nordstrand IF     |
| 7  | H6   | Annika Wiel Fredén      | 21 augusti 1978 (29 år)  | Horsens HK        |
| 9  | M6   | Frida Toveby            | 29 juli 1982 (26 år)     | IK Sävehof        |
| 10 | H6   | Teresa Utković          | 31 juli 1980 (28 år)     | IK Sävehof        |
| 11 | M6   | Jessica Enström         | 25 mars 1977 (31 år)     | IVH Västerås      |
| 12 | MV   | Therese Bengtsson       | 13 februari 1979 (29 år) | Eslövs IK         |
| 14 | H9   | Sara Eriksson           | 13 april 1981 (27 år)    | HC Leipzig        |
| 15 | V9   | Johanna Ahlm            | 3 oktober 1987 (20 år)   | IK Sävehof        |
| 16 | MV   | Madeleine Grundström    | 12 augusti 1980 (27 år)  | Aalborg DH        |
| 17 | V9   | Linnea Torstenson       | 30 mars 1983 (25 år)     | Aalborg DH        |
| 18 | M6   | Johanna Wiberg          | 6 september 1983 (24 år) | FCK Håndbold      |
| 20 | M9   | Isabelle Gulldén        | 29 juni 1989 (19 år)     | IK Sävehof        |